# معركة أم العشار
معركة أم العشار هي المعركة التي وقعت في 6 أغسطس عام 1956 عندما هاجم مقاتلو جيش التحرير المغربي الحامية الفرنسية المتمركزة بالقرب من الحدود الجزائرية على قمة جبل أم العشار المطل على مواقع فم الحصن وتندوف حيث أقام الفرنسيون نقاط المراقبة وكانوا عادة ما يتوجهون إلى منطقة أم العشر للتزود بالماء، وتمكن مقاتلو جيش التحرير المغربي الذين تراوح عددهم ما بين 100 إلى 400 جندي من قتل الملازم الفرنسي جيلبرت لينتينياك، وتدمير نصف الحامية.

## الأحداث
في ليلة 6 أغسطس 1956، شنت مجموعة من مقاتلي جيش التحرير المغربي بلغ عدد أفرادها 70 مقاتلًا تحت قيادة محمد بن الجيلالي والكبير بوزكري والمرشد السيد ولد دحمان هجوما على حامية للجيش الفرنسي في موقع أم العشار الواقع على بعد 150 كلم شمال مدينة تندوف في الجزائر، والتي كانت آخر نقطة على الطريق المؤدي إلى مدينة أكادير. كانت الحامية الفرنسية تتألف من ثلاث سرايا آلية بحيث ضمت كل منها 200 جنديًا، بالإضافة إلى سريتين من راكبي الجمال، وكان الملازم جيلبرت لينتينياك من سرية ميهاريست هو من تولى قيادة الحامية الفرنسية. كان مقاتلو جيش التحرير المغربي مسلحين بعدد من الأسلحة الرشاشة من طراز 49 إلى جانب قنبلتين يدويتين وعدد من بنادق التساعيات والرباعيات، ومدفعين رشاشين للتغطية، وقد تمكنوا في نهاية المعركة من قتل الملازم جيلبرت لينتينياك، وجرح 6 جنود آخرين قبل أن يعودوا إلى قواعدهم. كان هذا الهجوم هو أول عملية عسكرية ينفذها مقاتلو جيش التحرير المغربي في منطقة الصحراء الغربية.